# NATO戦略的コミュニケーション能力向上センター
NATO戦略的コミュニケーション能力向上センター（英語: Strategic Communications Centre of Excellence、 略称:NATO StratCom COE）は、NATOの加盟国からなるNATO認定の国際軍事組織。NATOの指揮系統の一部ではなく、NATOに従属せず、またNATOを代表しない。NATO StratCom COEは,ラトビアの首都リガを拠点し、NATOおよびNATO同盟国の戦略的コミュニケーション(StratCom)能力の向上に貢献する。

## 概要
「戦争は人の心の中で生れるものであるから、人の心の中に平和のとりでを築かなければならない」（ユネスコ憲章前文）。ユネスコ憲法（1946年）前文からの引用は、情報化時代に関連性があり、明確に定義された効率的な戦略的コミュニケーションがなければ、成功する軍事作戦を想像することはできない。戦略的コミュニケーションは、政治的目標および軍事的目標を達成するための協力的な取り組みの不可欠な部分である。したがって、協力的な取り組みが、変化する役割、目的、および使命について適切に、タイムリーに、正確、かつ自信を持ってコミュニケーションすることがますます重要になっている。
センターの使命は、NATO、NATO同盟国およびNATOパートナーのための戦略的コミュニケーション能力の開発に貢献することである。
センターの強みは、分析、研究、結論を引き出すための仮想ツールの使用を含む最新のテクノロジーの使用と、民間および軍事、民間および学術の両方の国際的および分野横断的な能力の組み合わせに基づいている。
NATO StratCom COEは、軍事、政府、学術の専門家（トレーナー、教師、アナリスト、研究者）を含む、幅広いバックグラウンドを持つ国際的な専門家で構成されている。
センターには、参加国とパートナーがスタッフと資金を提供している。 NATO StratCom COEの創設メンバーは、ラトビア、エストニア、ドイツ、イタリア、リトアニア、ポーランド、英国。 その後、オランダ、フィンランド、スウェーデン、カナダが参加し、フランスとスロバキアがセンターに参加する過程にある。

## NATO StratComCOE の設立
- 2014年1月に機能を開始[1]。
- 同年7月1日、エストニア、ドイツ、イタリア、ラトビア、リトアニア、ポーランド、英国の7つの加盟国が覚書に署名[1]。
- 同年9月1日、NATOの認定を受け、2014年のNATOウェールズ首脳会合（英語版）の宣言でのべられるように同盟国は戦略的コミュニケーションの分野でStratComCOEの設立を歓迎した[1]。

## 戦略的コミュニケーションとは
戦略的コミュニケーション(StratCom)を定義する多くの定義がある。
現在NATOが承認した戦略的コミュニケーションの定義によると、戦略的コミュニケーションとは、NATOのコミュニケーション活動と能力（必要に応じて、公的外交、公務、軍事公務、情報運用、心理的運用）を調整し適切に使用して、NATOの目的を前進させるために、運用の方針、運営、活動を支援することである。

## NATOStratComの2021年の主な活動
- 多国籍情報運用実験（MNIOE）[1]
- 多国籍能力開発キャンペーン（MCDC）
- 反ナラティブ戦略、ナラティブ開発および評価の分析
- 戦略的コミュニケーション卓上演習（TTX）の概念開発と情報環境シミュレーションの概念開発
- 偽情報攻撃シミュレーショントレーニングモジュールのコンセプト開発
- NATOの戦闘キャップストーンコンセプトの開発
- 戦略的コミュニケーション用語の改善に取り組む
- ソーシャルメディアコースと会議
- 戦略的コミュニケーション教育およびトレーニングサポート